# Pixie Williams
Pour les articles homonymes, voir Williams.
Pikiteora Maude Emily Gertrude Edith "Pixie" Williams, née le 12 juillet 1928 à Mohaka dans la région de Hawke's Bay et morte le 2 août 2013 à Upper Hutt, est une chanteuse néo-zéalandaise, essentiellement connue pour le titre Blue Smoke, sorti en 1949.
D'origine maori, elle déménage à Wellington en 1945 et s'installe dans un hôtel de la capitale. Elle y est remarquée pour sa voix par Ruru Karaitiana, un vétéran du 28e bataillon maori à la recherche d'une chanteuse pour interpréter sa chanson Blue Smoke, composée en 1940. Pixie accepte et la chanson est enregistrée en 1949. Blue Smoke constitue le titre qui a véritablement lancé l'industrie du disque en Nouvelle-Zélande.
En 2011, sa fille Amelia, née de son mariage avec Paddy Costello, participe activement à la création de  For the Record: The Pixie Williams Collection, un CD regroupant 13 titres chantés par Pixie Williams, devenue Pixie Costello. La même année, la Recording Industry Association of New Zealand décerne à la chanteuse un triple Platinum Award pour récompenser son interprétation de Blue Smoke et un single platinum award pour la chanson Let's Talk it Over.
Pixie Williams meurt dans un hôpital d'Upper Hutt le 2 août 2013, âgée de 85 ans.

## Album
- 2011 : The Pixie Williams Collection